# Solenostomus paradoxus

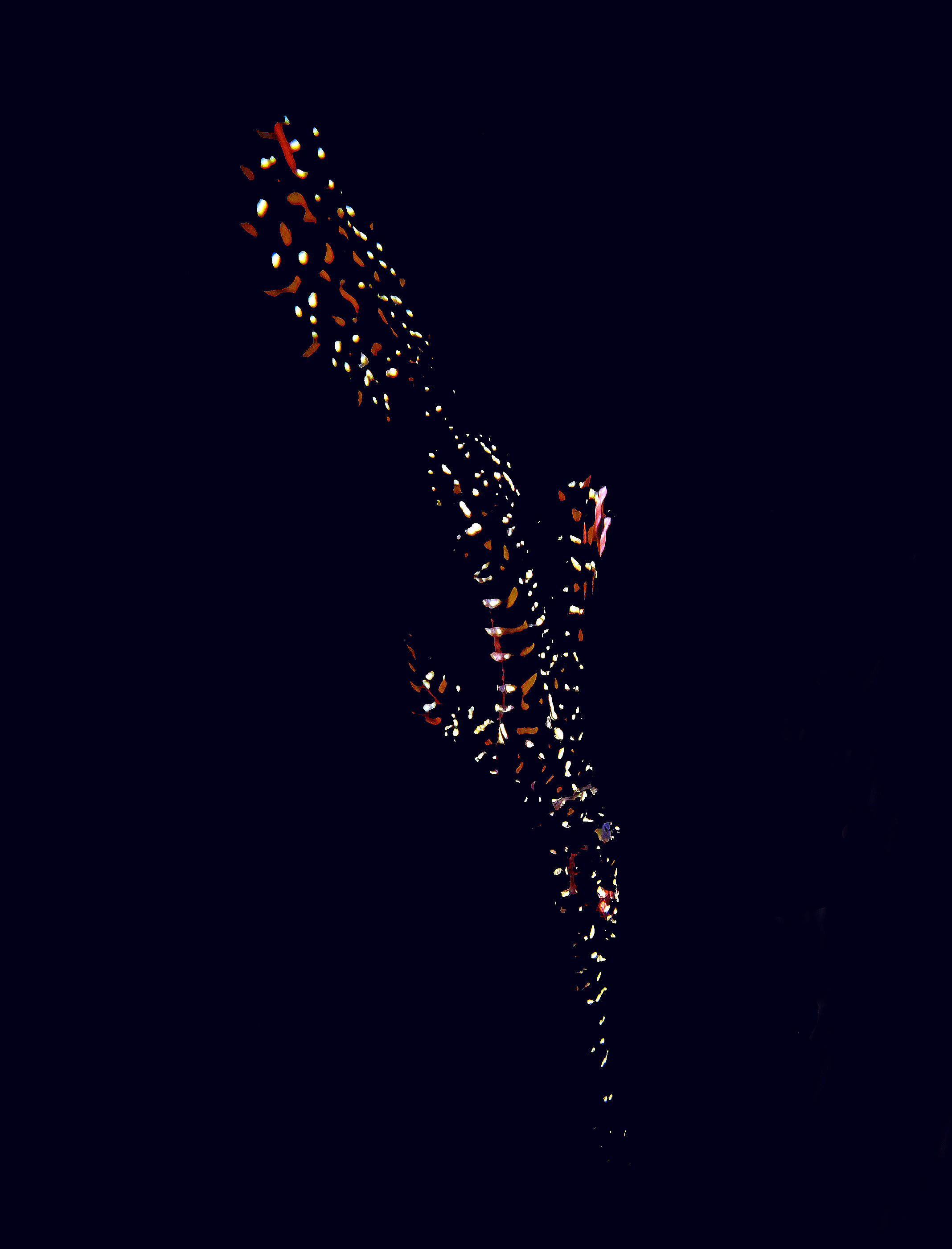
Прозорі екземпляри виглядають наче примара.

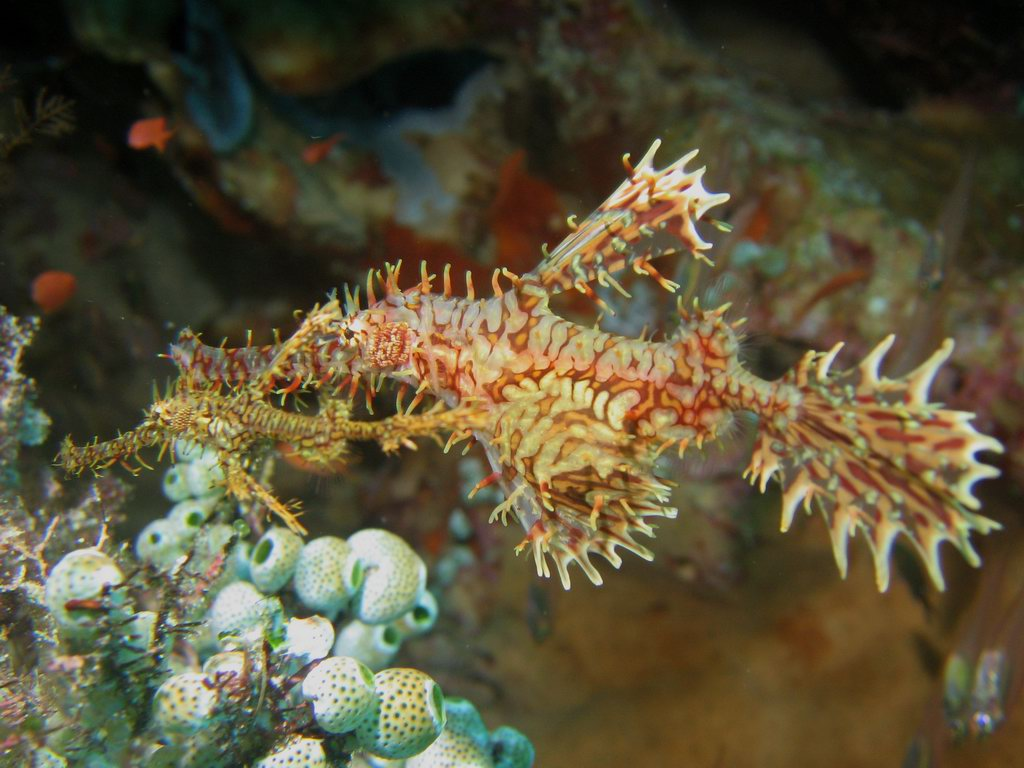
Різні варіації забарвлення.

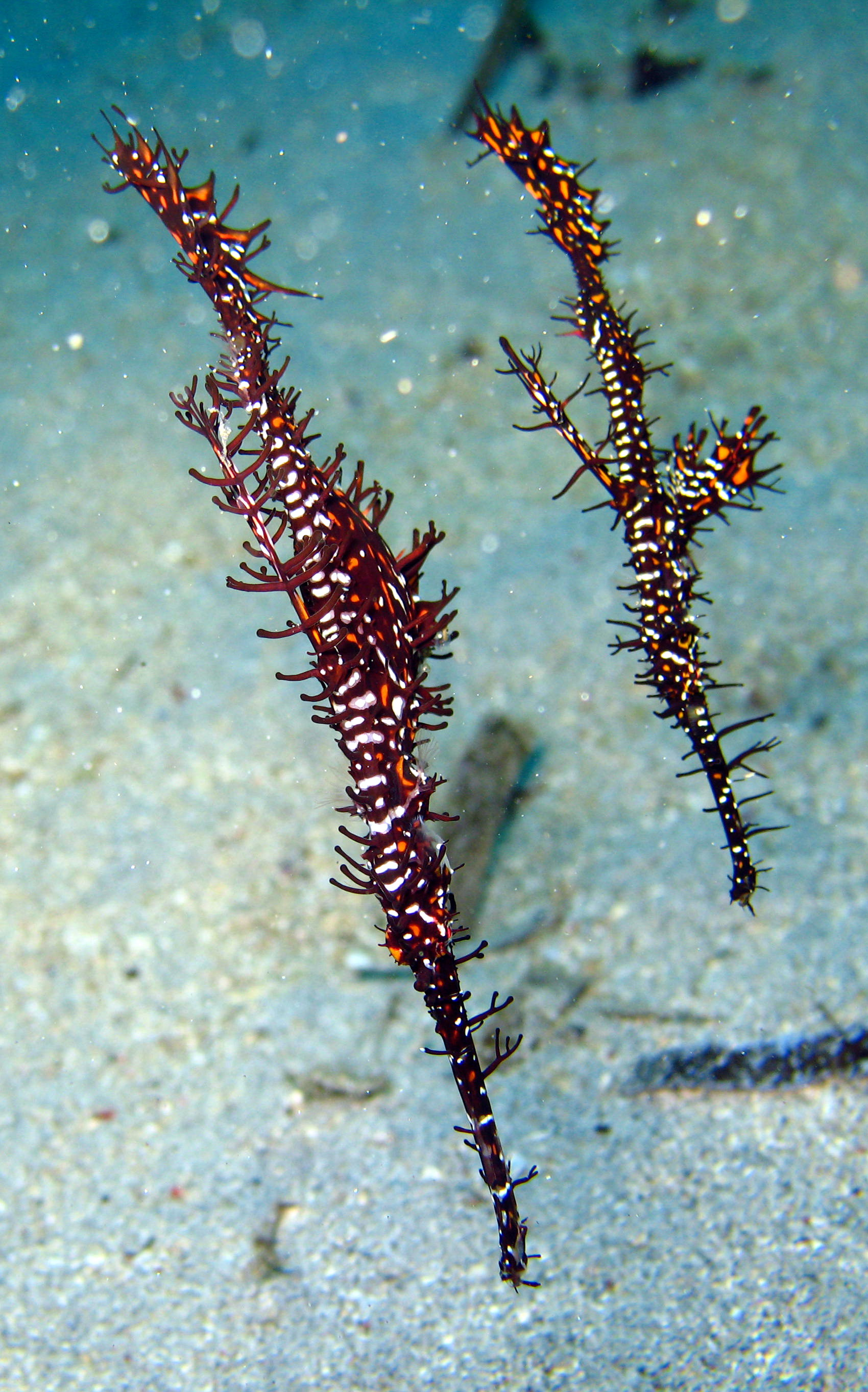
Пара риб з прибережжя північного Сулавесі, Індонезія

Solenostomus paradoxus — риба родини Solenostomidae, англійською мовою дістала назву Ornate ghost pipefish (Прикрашена іглиця-примара). Зустрічається у західній Пацифіці і Індійському океані вздовж коралових рифів: від східної Африки (Червоне море) до Фіджі, на північ до південної Японії, на південь до південно-східної Австралії і Нової Каледонії. Недавно відзначений біля Тонга. Сягають максимальної довжини 12 см. Забарвлення від червоного, жовтого до чорного, іноді майже прозорі. Живляться мізідами і бентичними креветками. Самиці виношують яйця у черевних плавцях, які утворюють виносну сумку.